# 神殿祭
| 宮中祭祀の主要祭儀一覧             |
| 四方拝・歳旦祭                     |
| 元始祭                             |
| 奏事始                             |
| 昭和天皇祭（先帝祭）               |
| 孝明天皇例祭（先帝以前三代の例祭） |
| 祈年祭                             |
| 天長祭（天長節祭）                 |
| 春季皇霊祭・春季神殿祭             |
| 神武天皇祭・皇霊殿御神楽           |
| 香淳皇后例祭（先后の例祭）         |
| 節折・大祓                         |
| 明治天皇例祭（先帝以前三代の例祭） |
| 秋季皇霊祭・秋季神殿祭             |
| 神嘗祭                             |
| 新嘗祭                             |
| 賢所御神楽                         |
| 大正天皇例祭（先帝以前三代の例祭） |
| 節折・大祓                         |

神殿祭（しんでんさい）は、日本の伝統的な神道の儀式であり、春分の日と秋分の日にそれぞれ行われる祭り。自然から受ける恩恵への感謝を示すために執り行われ、神々への謝意を捧げる。

## 概要
神殿祭は、明治時代から続く日本の皇室の伝統的な神道の大祭であり、春分の日と秋分の日に宮中の神殿で行われる。明治41年（1908年）に制定された皇室祭祀例に基づき、明治時代から続く伝統である。この儀式は、旧八神殿にて天神地祇を讃えることを目的とし、日本の諸神々への敬意や感謝を表す。
「大祭」カテゴリーに属する皇室行事であり、直接天皇が執り行う場合もあれば掌典長が主導する場合もある。また、「元始祭」や「紀元節祭」「春季皇霊祭」「秋季皇霊祭」「新嘗・新嘗」なども含まれる。

## 春季神殿祭
春季神殿祭は春分の日に行われる。この祭りは、新しい季節の始まりを喜び、神々へ感謝を示すために特別に設けられている。

## 秋季神殿祭
秋季神殿祭も同様に秋分の日に行われる。この時は、一年間の豊かな収穫に感謝し、また、尊敬を表す。